# Asperula ophiolithica
Asperula ophiolithica är en måreväxtart som beskrevs av Friedrich Ehrendorfer. Asperula ophiolithica ingår i släktet färgmåror, och familjen måreväxter. Inga underarter finns listade i Catalogue of Life.